# John Alvbåge
John Rune Alvbåge (pronunciación en sueco: /ˈjɔnː ²alːvˌboːɡɛ/; Gotemburgo, Suecia, 10 de agosto de 1982) es un futbolista y entrenador de fútbol sueco. Se desempeña como guardameta y entrenador de porteros en el Sarpsborg 08 FF de la Eliteserien noruega.

## Selección nacional
Fue internacional con la selección de fútbol de Suecia en 4 ocasiones.

### Participaciones en Copas del Mundo
| Mundial                        | Sede     | Resultado        | Partidos | Goles |
| ------------------------------ | -------- | ---------------- | -------- | ----- |
| Copa Mundial de Fútbol de 2006 | Alemania | Octavos de final | 0        | 0     |

### Participaciones en Eurocopas
| Copa                    | Sede            | Resultado      |
| ----------------------- | --------------- | -------------- |
| Eurocopa Sub-16 de 1999 | República Checa | Fase de grupos |
| Eurocopa Sub-21 de 2004 | Alemania        | Cuarto lugar   |

## Clubes

### Como jugador
| Club                         | País           | Año       |
| ---------------------------- | -------------- | --------- |
| Torslanda IK                 | Suecia         | 1999      |
| Västra Frölunda IF           | Suecia         | 2000-2002 |
| Örebro SK                    | Suecia         | 2003-2004 |
| IFK Göteborg                 | Suecia         | 2005      |
| Viborg FF                    | Dinamarca      | 2005-2008 |
| Örebro SK                    | Suecia         | 2008-2011 |
| IFK Göteborg                 | Suecia         | 2012-2018 |
| Minnesota United FC (cedido) | Estados Unidos | 2017      |
| Stabæk IF (cedido)           | Noruega        | 2017      |
| AC Omonia                    | Chipre         | 2018-2019 |
| Nea Salamina (cedido)        | Chipre         | 2018-2019 |
| IK Sirius                    | Suecia         | 2019      |
| Lindome GIF                  | Suecia         | 2020      |
| Akropolis IF                 | Suecia         | 2021      |
| Ervalla SK                   | Suecia         | 2022      |
| Sarpsborg 08 FF              | Noruega        | 2023-     |

### Como entrenador de porteros
| Club            | País    | Año   |
| --------------- | ------- | ----- |
| Sarpsborg 08 FF | Noruega | 2022- |

## Palmarés

### Campeonatos nacionales
| Título         | Club         | País   | Año  |
| -------------- | ------------ | ------ | ---- |
| Copa de Suecia | IFK Göteborg | Suecia | 2013 |
| Copa de Suecia | IFK Göteborg | Suecia | 2015 |

### Distinciones individuales
| Distinción                        | Año  |
| --------------------------------- | ---- |
| Portero del año en la Allsvenskan | 2015 |
| Arcángel del año                  | 2015 |